# Jon Huntsman, Sr.
Jon Meade Huntsman, Sr. (n. 21 iunie 1937, Blackfoot⁠(d), Idaho, SUA – d. 2 februarie 2018, Salt Lake City, Utah, SUA) a fost un om de afaceri și filantrop american. Fondator al companiei Huntsman Corporation, Huntsman a fost un membru al listei Forbes 400, conform căreia era al 47-lea cel mai bogat om în viață. Jon Huntsman Sr. este tatăl fostului ambasador al Statelor Unite în China și fost guvernator al statului Utah, Jon Huntsman, Jr..

## Biografie

### Viață timpurie și educație
Jon Huntsman  a crescut în sărăcie, dar a reușit să urmeze cursurile University of Pennsylvania. A absolvit școala de economie și administrație a universității, cunoscută sub numele de Wharton School. Una din clădirile școlii va fi ulterior numită în onoarea sa, Huntsman Hall. Un program interdisciplinar constând din studiul relațiilor internaționale combinat cu studiul afacerilor, care este oferit de Colegiul de arte și științe ([the] College of Arts & Sciences) împreună cu Wharton School, a fost de asemenea numit în onoarea sa.

### Eforturi filantropice

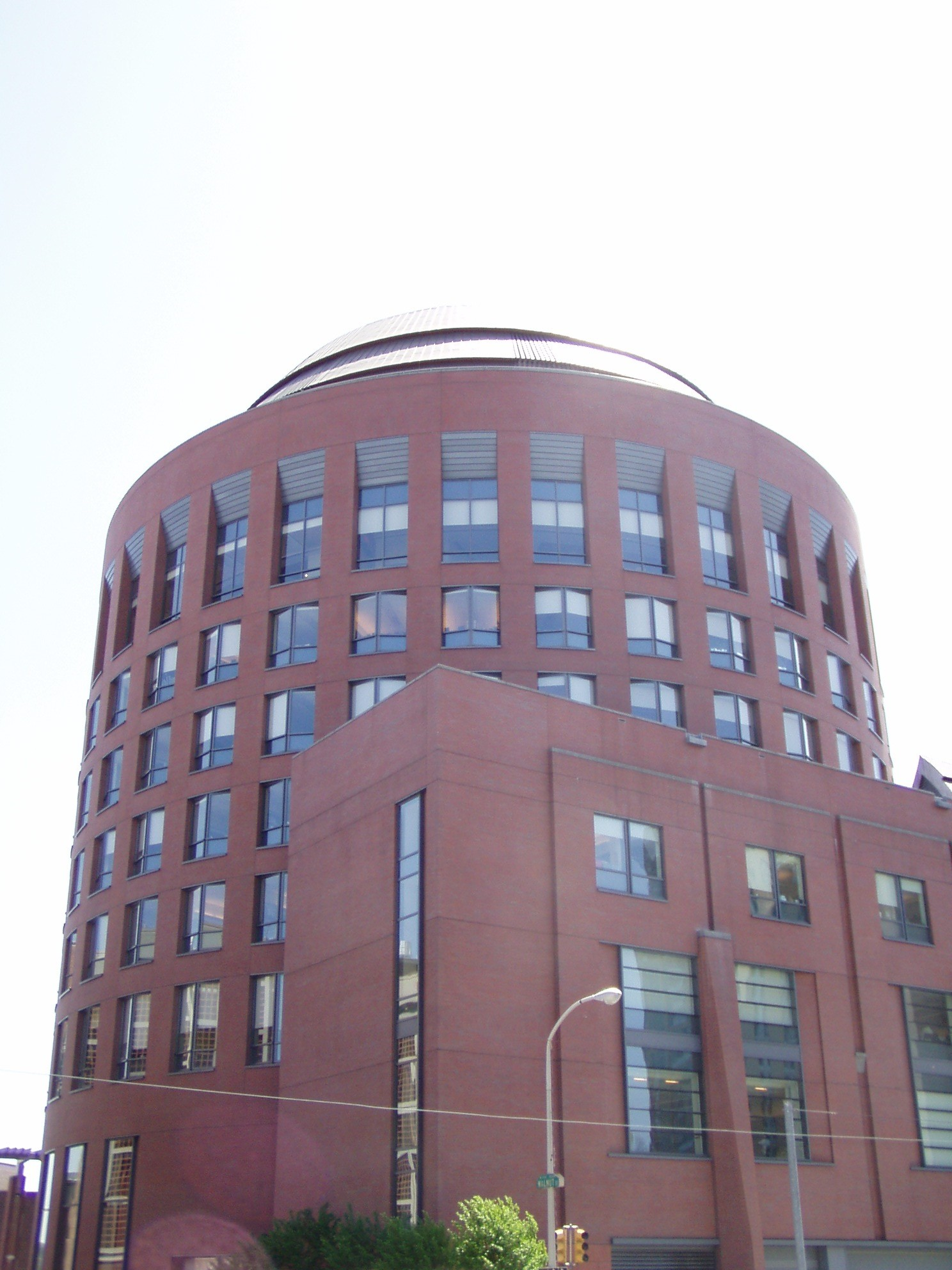
Clădirea "Jon M. Huntsman Hall" din cadrul Wharton School a Universităţii statului Pennsylvania.

### Contribuții politice
Huntsman l-a susținut pe Mitt Romney, în cadrul alegerilor prezidențiale din anul 2008.

### Viață personală
Huntsman has been married to his wife Karen for nearly 50 years, and they are the parents of 9 children and have over 70 grandchildren, two of whom are adopted from China and India (the children of Gov. Huntsman). Their oldest son, Jon Huntsman, Jr., was elected governor of Utah in 2004, and later became ambassador to China, and their second oldest son, Peter R. Huntsman, Sr., took over as CEO of the Huntsman Corporation from Huntsman.
He is a member of The Church of Jesus Christ of Latter-day Saints and serves as an Area Seventy and as a member of the Fifth Quorum of the Seventy. He has also served as a stake president and as President of the Washington, D.C. Mission.

## Diverse
Huntsman authored and published the book "Winners Never Cheat: Everyday Values We Learned as Children (But May Have Forgotten)" in 2005, published by Wharton School Publishing. In the book, Huntsman conveys moral lessons drawn from his life's experience.
The Deseret News ran a long article Arhivat în 14 iunie 2008, la Wayback Machine. on Huntsman in May 2001. In this article, the Democratic mayor of Salt Lake City, Rocky Anderson, said the following about Huntsman, who is typically perceived to be conservative:
  "I was impressed with Jon from the first, when he told me he lost respect for Richard Nixon (Huntsman served as a special assistant to then-President Nixon in the early 1970s) when he learned that Nixon had not given anything to charity one year he was president ... It was clear to me that Jon's real motivation in his work and accumulation of wealth was to give much of what he has to make people's lives better."